# Гербера
Гербе́ра (лат. Gerbera) — род многолетних трав семейства Астровые, или Сложноцветные (Asteraceae). Все виды рода произрастают в Африке (в первую очередь в Южной Африке и на Мадагаскаре), интродуцированы в Латинской Америке и Юго-Восточной Азии. Цветки герберы по форме похожи на цветки представителей родов Нивяник, Остеоспермум и другие «ромашки»; окраска цветков герберы может быть любой, кроме синей.
Герберы выращивают во всём мире (в том числе в оранжереях) как красивоцветущие декоративные растения — в первую очередь на срезку, а также как садовые растения, иногда как комнатные растения.

## Название
Род впервые был описан в 1737 году голландским ботаником Яном Гроновиусом (1690—1762) и назван им в честь своего коллеги, немецкого врача и ботаника Трауготта Гербера (1710—1743), директора Аптекарского огорода (ботанического сада) в Москве в 1735—1742 годах, исследователя флоры Поволжья. Карл Линней использовал это имя в своей работе, опубликованной в 1758 году. Поскольку с точки зрения Международного кодекса ботанической номенклатуры научные названия растений, опубликованные до 1 мая 1753 года, не считаются действительно обнародованными, Линней формально является автором этого названия и название рода записывается как Gerbera L.
В литературе иногда встречается другая версия происхождения названия рода — от лат. herba «трава».
В англоязычной литературе герберу также называют transvaal daisy — «трансваальская ромашка» («трансваальская маргаритка»).

## Биологическое описание
Герберы — многолетние травянистые растения.
Листья удлинённые, перисто-рассечённые, на конце заострённые; длиной до 35 см, собраны в прикорневую розетку. Черешки и основания листьев у некоторых видов сильно опушены.
Цветоносы высотой до 60 см, без листьев, нередко опушённые.
Цветки, как и у многих других астровых, собраны в соцветия корзинки. У герберы корзинки одиночные, диаметром от 4 до 15 см (у некоторых сортов — до 30 см); краевые цветки язычковые, с очень разнообразной окраской; срединные цветки — трубчатые, мелкие; в одной корзинке может быть до нескольких сотен индивидуальных цветков. Продолжительность цветения растений — от 3 до 4 месяцев.
Плод — семянка. Жизнеспособность семян сохраняется до 6 месяцев. Масса одного семени — 0,002—0,003 г.

## Химический состав
В гербере, как и в некоторых других растениях семейства Астровые, найдены производные кумарина.

## Гербера в культуре
Гибридные культивары выращивают по всему миру (в регионах с умеренным климатом — в оранжереях) как красивоцветущие декоративные растения, в первую очередь на срезку. Известны в культуре с 1887 года.
Гербера — важная в коммерческом отношении цветочная культура. По состоянию на июль 2008 г гербера занимала пятое место в мире по объёму продаж среди цветов, выращиваемых на срезку (после розы, гвоздики, хризантемы и тюльпана).
В воде герберы сохраняются до двадцати дней. Срезанные соцветия стоят дольше, если в вазу наливать немного воды во избежание загнивания стебля.
Известно более тысячи сортов, сильно различающихся по форме и размерам цветков. Окраска язычковых венчиков краевых цветков — жёлтая, оранжевая, белая, розовая, красная; встречаются сорта с лепестками различной окраски в пределах одного цветка. Различаются сорта и по окраске центральной части цветка — у некоторых сортов она может быть почти чёрной.
Герберы — светолюбивые и теплолюбивые растения; предпочитают слабокислые почвы, нуждаются в частом, но умеренном поливе, при этом вода не должна попадать на розетку прикорневых листьев; во время роста растениям требуются регулярные подкормки. На юге России возможно выращивание в открытом грунте. В регионах с более холодным климатом герберы можно выращивать только в оранжереях или как комнатные растения.
Для выращивания в помещении имеются специальные карликовые сорта. Следует избегать при этом переувлажнения, поскольку растения при переувлажнении подвержены грибковым заболеваниям. Для цветения герберам требуется короткий световой день. После цветения растения следует перенести в более прохладное помещение. При выращивании гербер в помещении следует также учитывать, что они требовательны к вентиляции воздуха.
Герберы размножают:
- семенами; время прорастания — около месяца; от посева до цветения проходит обычно 10—11 месяцев;
- делением куста; этот способ применяется для размножения особо ценных сортов; для деления лучше всего подходят трёх-четырёхлетние растения;
- черенкованием.

|  |  |  |  |

## Классификация

### Таксономическое положение
Род Гербера входит в трибу Мутисиевые (Mutisieae), относящуюся к подсемейству Мутисиевые (Mutisioideae) семейства Астровые (Asteraceae).
Таксономическая схема:
| отдел Цветковые, или Покрытосеменные (классификация согласно Системе APG II) | |                                       |                                       |                                       |                                                         |                                       |                                       |                                       |                                                            |                                       |                                       |                                       |                                       |                                       |                                       |                      |                                                                                     |                      |                      |  | |  |
|                                                                              | порядок Астроцветные                                                                                            | порядок Астроцветные                  | порядок Астроцветные                  | порядок Астроцветные                  | порядок Астроцветные                                    | порядок Астроцветные                  | порядок Астроцветные                  | порядок Астроцветные                  | порядок Астроцветные                                       | порядок Астроцветные                  | порядок Астроцветные                  | порядок Астроцветные                  | порядок Астроцветные                  | порядок Астроцветные                  | порядок Астроцветные                  | порядок Астроцветные | порядок Астроцветные                                                                | порядок Астроцветные | порядок Астроцветные |  | ещё 44 порядка цветковых растений, из которых к астроцветным наиболее близки Ворсянкоцветные, Зонтикоцветные и Падубоцветные |  |
|                                                                              | семейство Астровые, или Сложноцветные                                                                           | семейство Астровые, или Сложноцветные | семейство Астровые, или Сложноцветные | семейство Астровые, или Сложноцветные | семейство Астровые, или Сложноцветные                   | семейство Астровые, или Сложноцветные | семейство Астровые, или Сложноцветные | семейство Астровые, или Сложноцветные | семейство Астровые, или Сложноцветные                      | семейство Астровые, или Сложноцветные | семейство Астровые, или Сложноцветные | семейство Астровые, или Сложноцветные | семейство Астровые, или Сложноцветные | семейство Астровые, или Сложноцветные | семейство Астровые, или Сложноцветные |                      | ещё 12 семейств (согласно Системе APG II), в том числе Колокольчиковые, Стилидиевые |                      |                      |  | ещё 44 порядка цветковых растений, из которых к астроцветным наиболее близки Ворсянкоцветные, Зонтикоцветные и Падубоцветные |  |
|                                                                              | подсемейство Цикориевые                                                                                         | подсемейство Цикориевые               | подсемейство Цикориевые               | подсемейство Цикориевые               | подсемейство Цикориевые                                 | подсемейство Цикориевые               | подсемейство Цикориевые               | подсемейство Цикориевые               | подсемейство Цикориевые                                    | подсемейство Цикориевые               | подсемейство Цикориевые               |                                       | подсемейство Астровые и др.           |                                       |                                       |                      | ещё 12 семейств (согласно Системе APG II), в том числе Колокольчиковые, Стилидиевые |                      |                      |  | ещё 44 порядка цветковых растений, из которых к астроцветным наиболее близки Ворсянкоцветные, Зонтикоцветные и Падубоцветные |  |
|                                                                              | триба Мутисиевые                                                                                                | триба Мутисиевые                      | триба Мутисиевые                      | триба Мутисиевые                      | триба Мутисиевые                                        | триба Мутисиевые                      | триба Мутисиевые                      |                                       | ещё около десяти триб, в том числе Цикориевые, Вернониевые |                                       |                                       |                                       | подсемейство Астровые и др.           |                                       |                                       |                      | ещё 12 семейств (согласно Системе APG II), в том числе Колокольчиковые, Стилидиевые |                      |                      |  | ещё 44 порядка цветковых растений, из которых к астроцветным наиболее близки Ворсянкоцветные, Зонтикоцветные и Падубоцветные |  |
|                                                                              | род Гербера | род Гербера                           | род Гербера                           |                                       | ещё около сорока родов, в том числе Лейбниция и Мутисия |                                       |                                       |                                       | ещё около десяти триб, в том числе Цикориевые, Вернониевые |                                       |                                       |                                       | подсемейство Астровые и др.           |                                       |                                       |                      | ещё 12 семейств (согласно Системе APG II), в том числе Колокольчиковые, Стилидиевые |                      |                      |  | ещё 44 порядка цветковых растений, из которых к астроцветным наиболее близки Ворсянкоцветные, Зонтикоцветные и Падубоцветные |  |
|                                                                              | около 80 видов, в том числе Гербера Джемсона и Гербера зелёнолистная, гибридами которых являются все культивары |                                       |                                       |                                       | ещё около сорока родов, в том числе Лейбниция и Мутисия |                                       |                                       |                                       | ещё около десяти триб, в том числе Цикориевые, Вернониевые |                                       |                                       |                                       | подсемейство Астровые и др.           |                                       |                                       |                      | ещё 12 семейств (согласно Системе APG II), в том числе Колокольчиковые, Стилидиевые |                      |                      |  | ещё 44 порядка цветковых растений, из которых к астроцветным наиболее близки Ворсянкоцветные, Зонтикоцветные и Падубоцветные |  |
|                                                                              | |                                       |                                       |                                       | ещё около сорока родов, в том числе Лейбниция и Мутисия |                                       |                                       |                                       | ещё около десяти триб, в том числе Цикориевые, Вернониевые |                                       |                                       |                                       | подсемейство Астровые и др.           |                                       |                                       |                      | ещё 12 семейств (согласно Системе APG II), в том числе Колокольчиковые, Стилидиевые |                      |                      |  | ещё 44 порядка цветковых растений, из которых к астроцветным наиболее близки Ворсянкоцветные, Зонтикоцветные и Падубоцветные |  |
|                                                                              | |                                       |                                       |                                       |                                                         |                                       |                                       |                                       | ещё около десяти триб, в том числе Цикориевые, Вернониевые |                                       |                                       |                                       | подсемейство Астровые и др.           |                                       |                                       |                      | ещё 12 семейств (согласно Системе APG II), в том числе Колокольчиковые, Стилидиевые |                      |                      |  | ещё 44 порядка цветковых растений, из которых к астроцветным наиболее близки Ворсянкоцветные, Зонтикоцветные и Падубоцветные |  |
|                                                                              | |                                       |                                       |                                       |                                                         |                                       |                                       |                                       |                                                            |                                       |                                       |                                       | подсемейство Астровые и др.           |                                       |                                       |                      | ещё 12 семейств (согласно Системе APG II), в том числе Колокольчиковые, Стилидиевые |                      |                      |  | ещё 44 порядка цветковых растений, из которых к астроцветным наиболее близки Ворсянкоцветные, Зонтикоцветные и Падубоцветные |  |
|                                                                              | |                                       |                                       |                                       |                                                         |                                       |                                       |                                       |                                                            |                                       |                                       |                                       |                                       |                                       |                                       |                      | ещё 12 семейств (согласно Системе APG II), в том числе Колокольчиковые, Стилидиевые |                      |                      |  | ещё 44 порядка цветковых растений, из которых к астроцветным наиболее близки Ворсянкоцветные, Зонтикоцветные и Падубоцветные |  |
|                                                                              | |                                       |                                       |                                       |                                                         |                                       |                                       |                                       |                                                            |                                       |                                       |                                       |                                       |                                       |                                       |                      |                                                                                     |                      |                      |  | ещё 44 порядка цветковых растений, из которых к астроцветным наиболее близки Ворсянкоцветные, Зонтикоцветные и Падубоцветные |  |
|                                                                              | |                                       |                                       |                                       |                                                         |                                       |                                       |                                       |                                                            |                                       |                                       |                                       |                                       |                                       |                                       |                      |                                                                                     |                      |                      |  | |  |

### Сорта
Большинство выращиваемых гербер является гибридными сортами, выведенными на основе двух южноафриканских видов — герберы Джемсона (Gerbera jamesonii) и герберы зелёнолистной (Gerbera viridifolia).
Некоторые сорта:
- Gerbera 'Golden Serena' — сорт с цветками диаметром около 12 см.
- Gerbera 'Harley' — сорт с цветками диаметром около 7 см.
- Gerbera 'Brigadoon Red' — сорт с махровыми цветками.

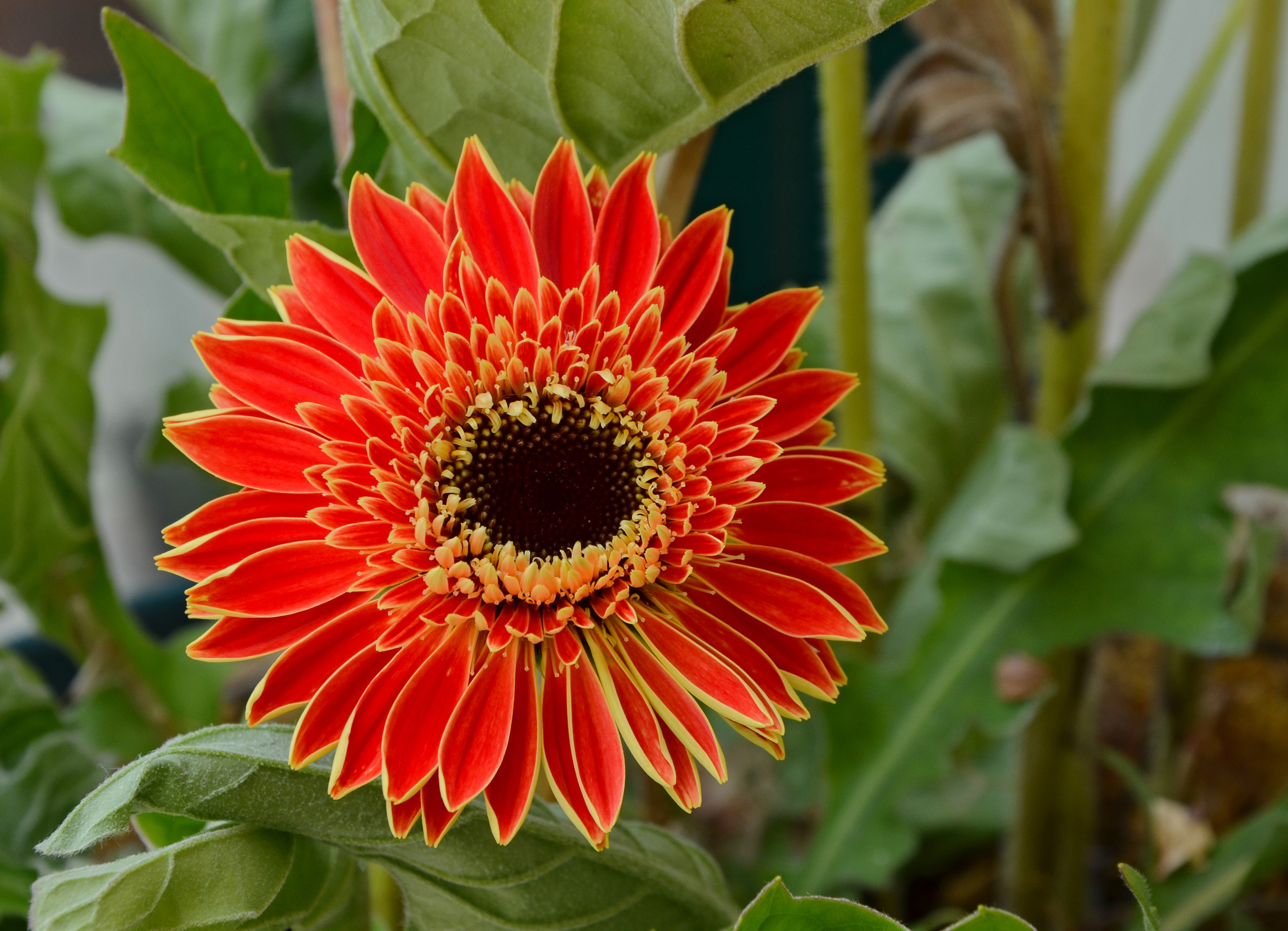
Gerbera × hybrida
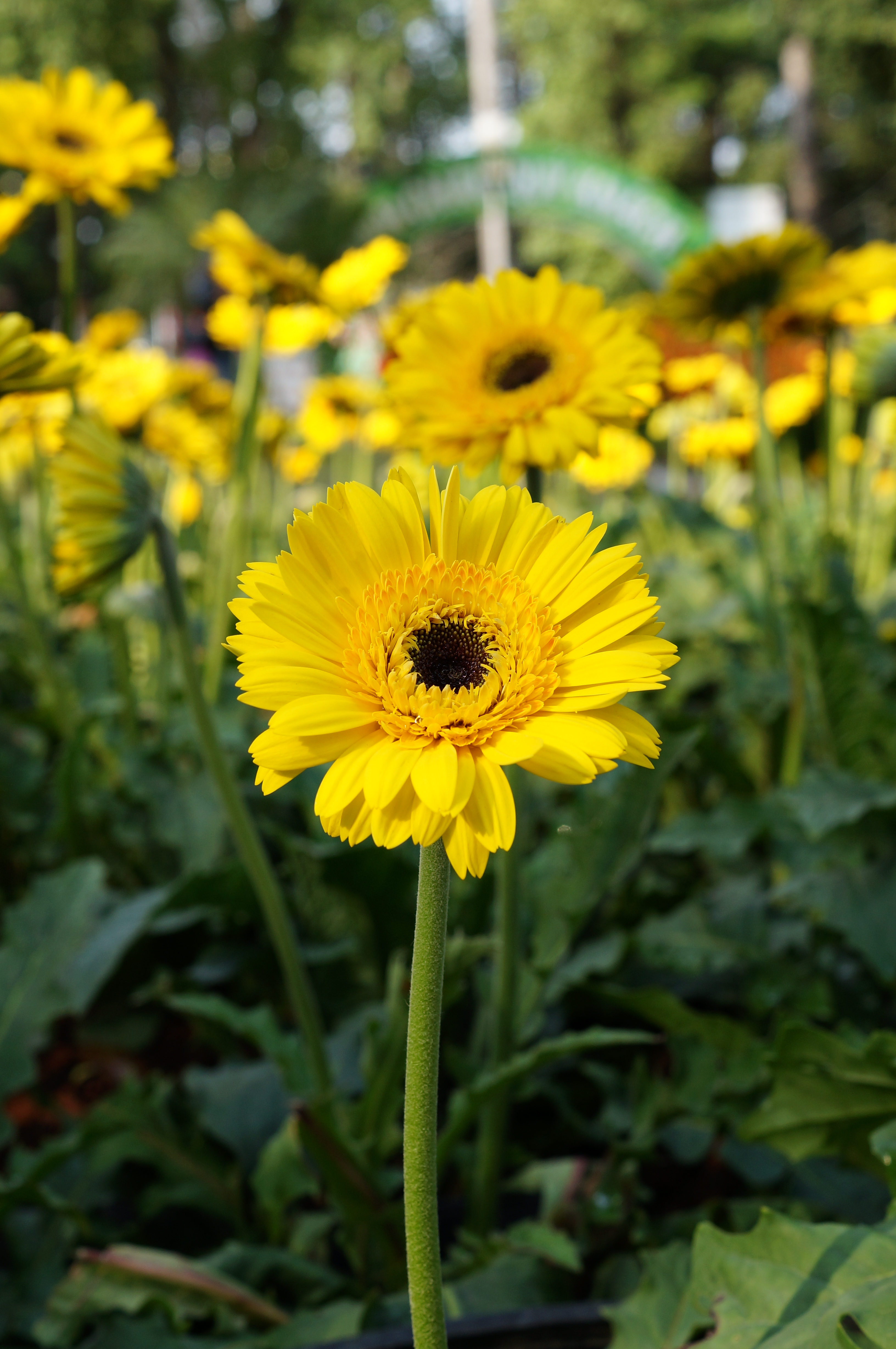
Гибрид Gerbera jamesonii × Gerbera viridifolia
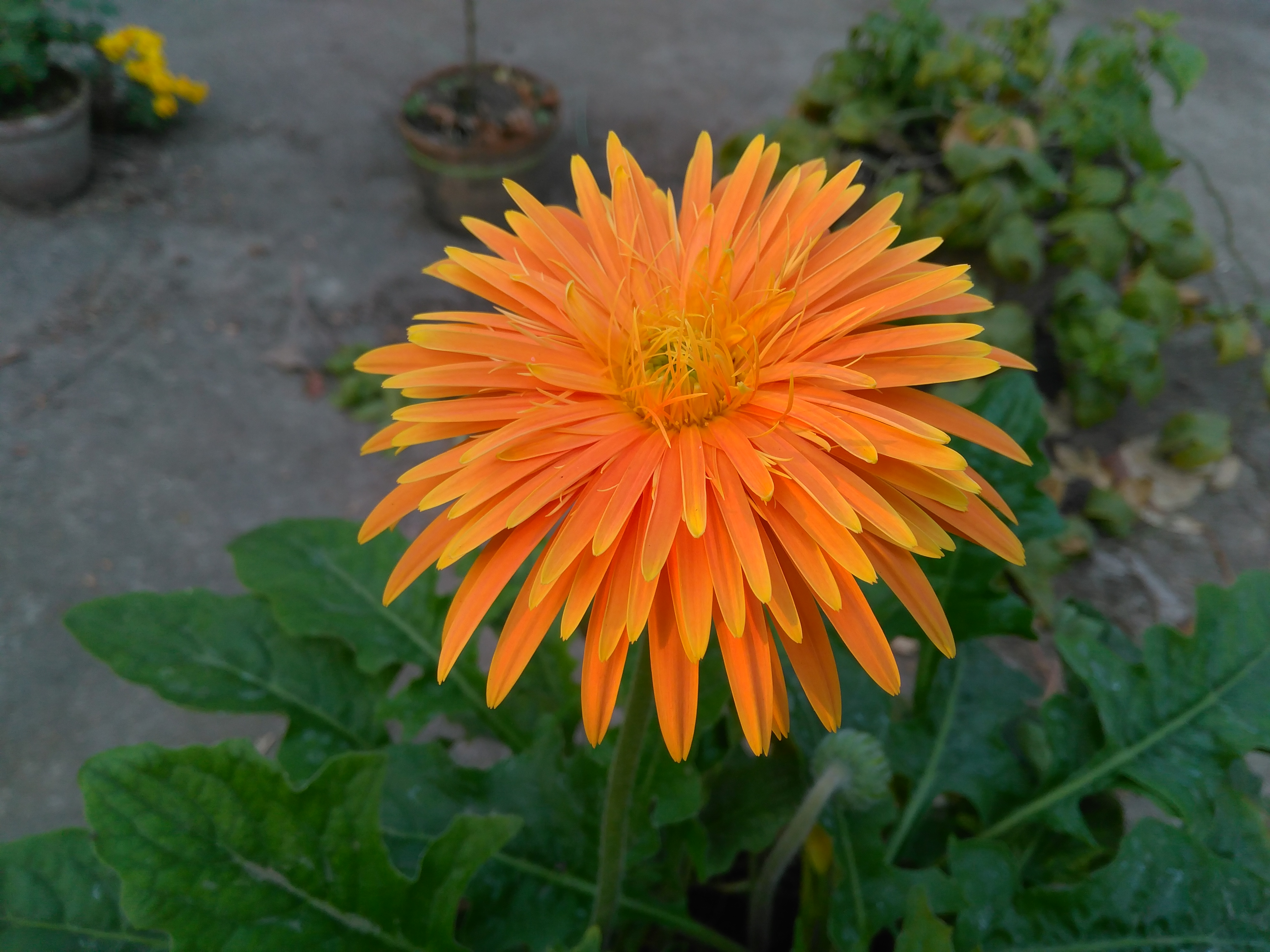
Gerbera × hybrida
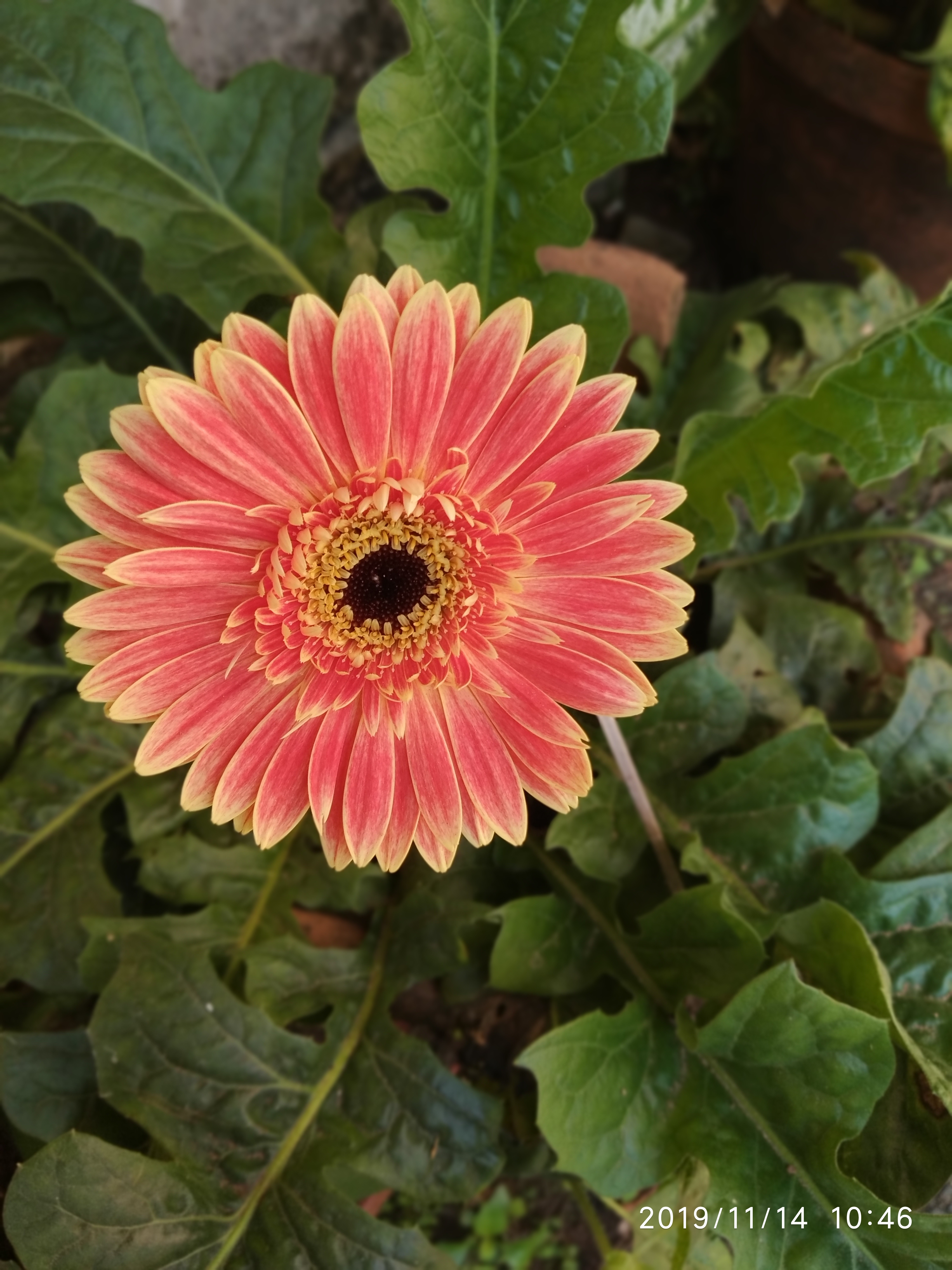
Gerbera × hybrida

### Виды
По информации Международного указателя научных названий растений, род включает 22 вида:
- Gerbera ambigua (Cass.) Sch.Bip. — Гербера сомнительная
- Gerbera aurantiaca Sch.Bip. — Гербера оранжевая
- Gerbera bojeri (DC.) Sch.Bip. — Гербера Бойера
- Gerbera crocea (L.) Kuntze — Гербера шафранная
- Gerbera diversifolia Humbert — Гербера разнолистная
- Gerbera elliptica Humbert — Гербера эллиптическая
- Gerbera emirnensis Baker
- Gerbera galpinii Klatt — Гербера Гальпина
- Gerbera grandis J.C.Manning & Simka — Гербера большая
- Gerbera hypochaeridoides Baker — Гербера пазниковидная
- Gerbera jamesonii Bolus ex Hook.f. — Гербера Джеймсона
- Gerbera leandrii Humbert, или Гербера Леандри
- Gerbera linnaei Cass. — Гербера Линнея
- Gerbera ovata J.C.Manning & Simka — Гербера яйцевидная
- Gerbera parva N.E.Br. — Гербера малая
- Gerbera perrieri Humbert — Гербера Перье
- Gerbera petasitifolia Humbert — Гербера белокопытниколистная
- Gerbera serrata (Thunb.) Druce — Гербера пильчатая
- Gerbera sylvicola Johnson, N.R.Crouch & T.J.Edwards — Гербера лесная
- Gerbera tomentosa DC. — Гербера войлочная
- Gerbera viridifolia (DC.) Sch.Bip. — Гербера зелёнолистная
- Gerbera wrightii Harv. — Гербера Райта

Цветок герберы Джемсона изображён на флаге и гербе южноафриканской провинции Мпумаланга (до 1995 года называвшейся Восточный Трансвааль).

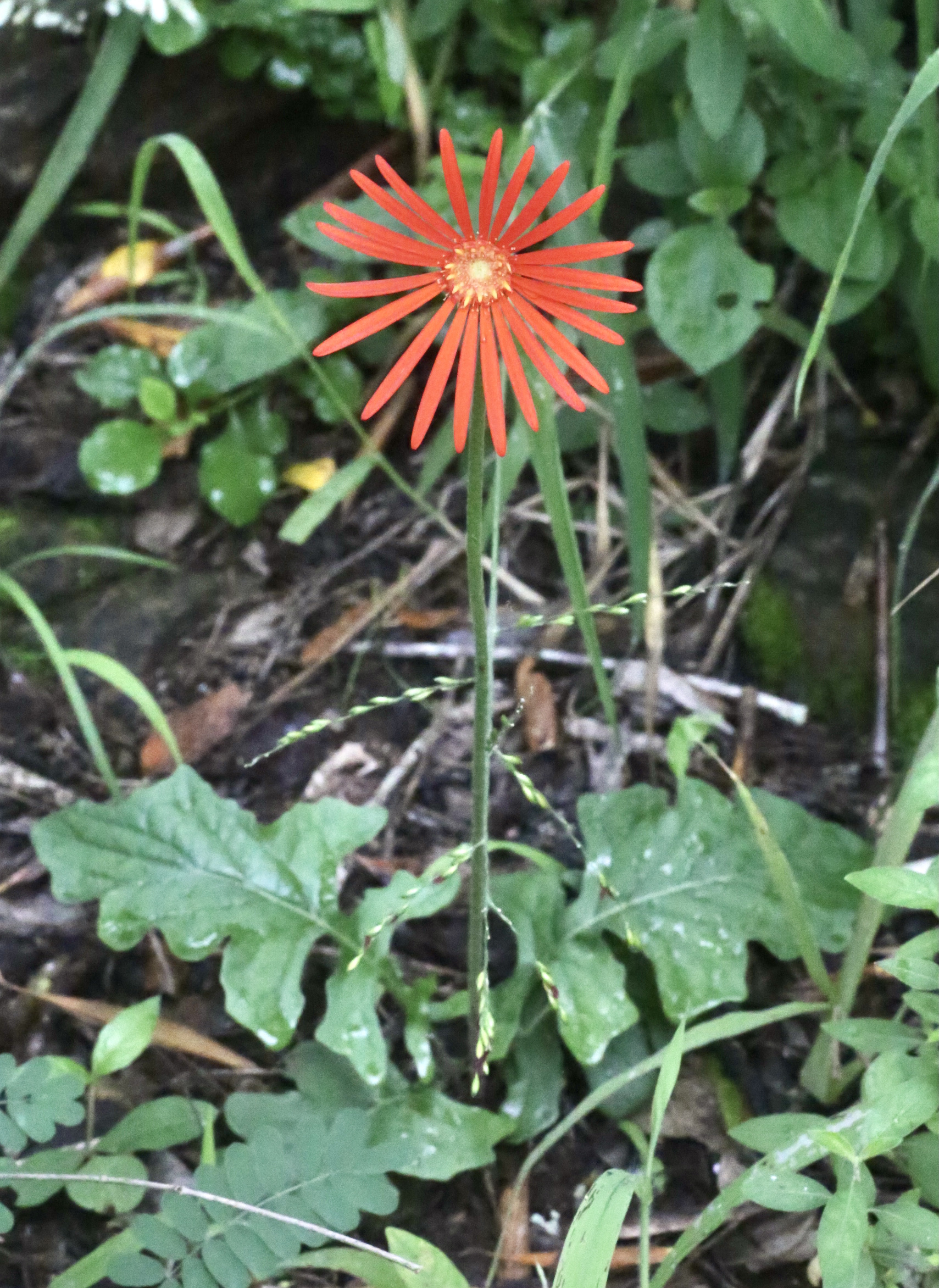
Gerbera jamesonii[англ.]
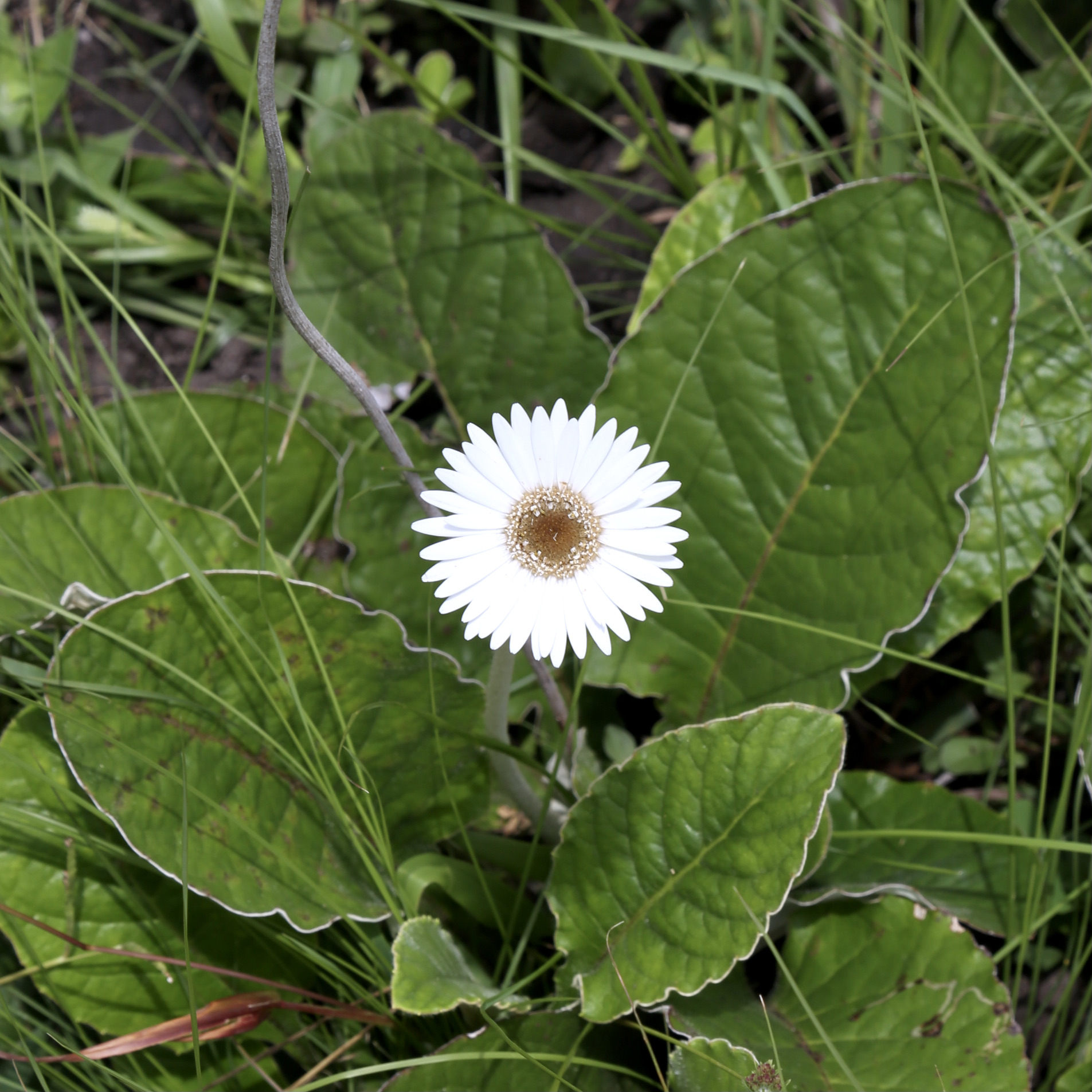
Gerbera ambigua[англ.]
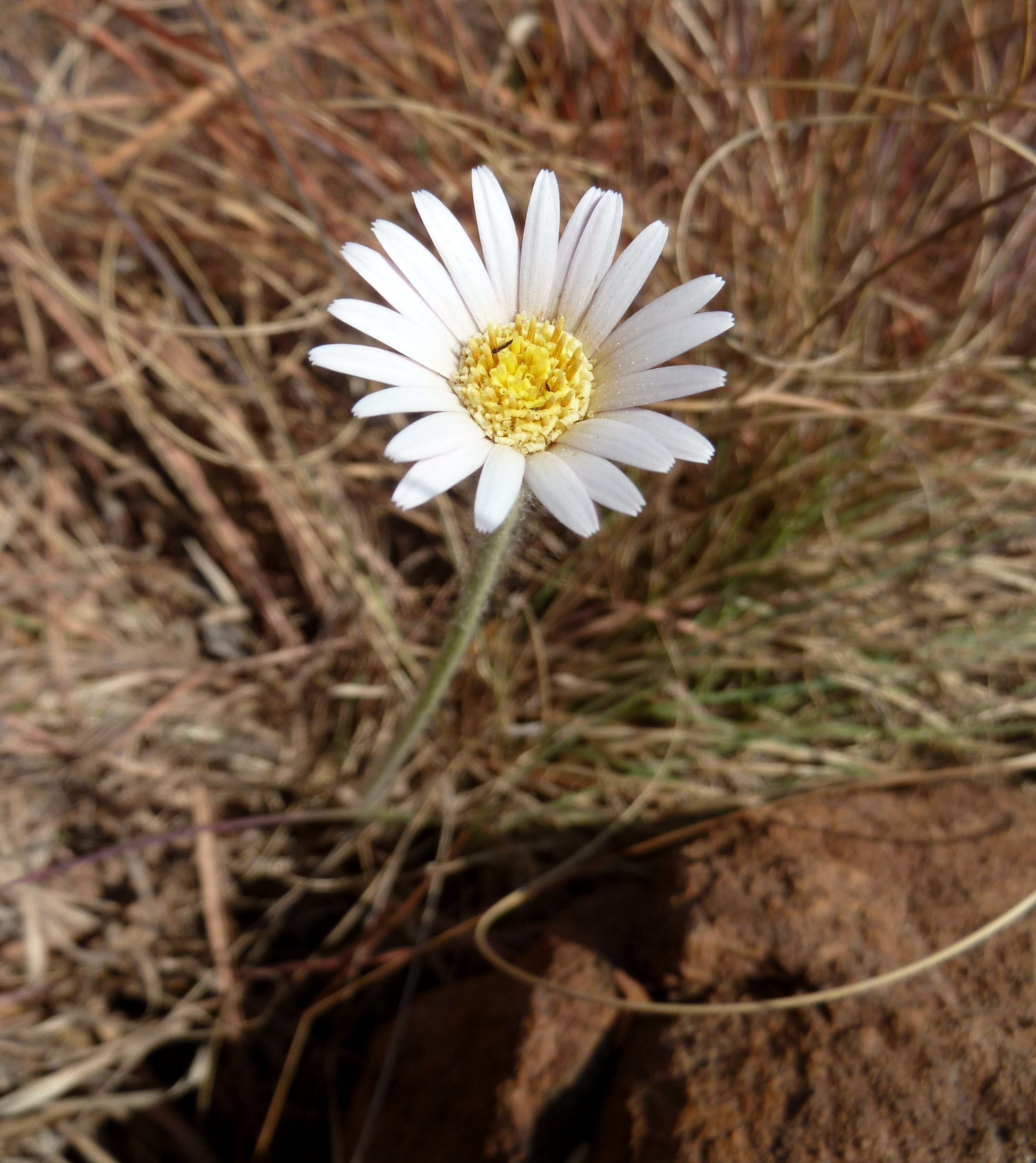
Gerbera viridifolia
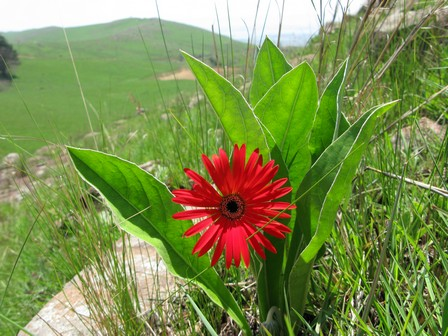
Gerbera aurantiaca[англ.]
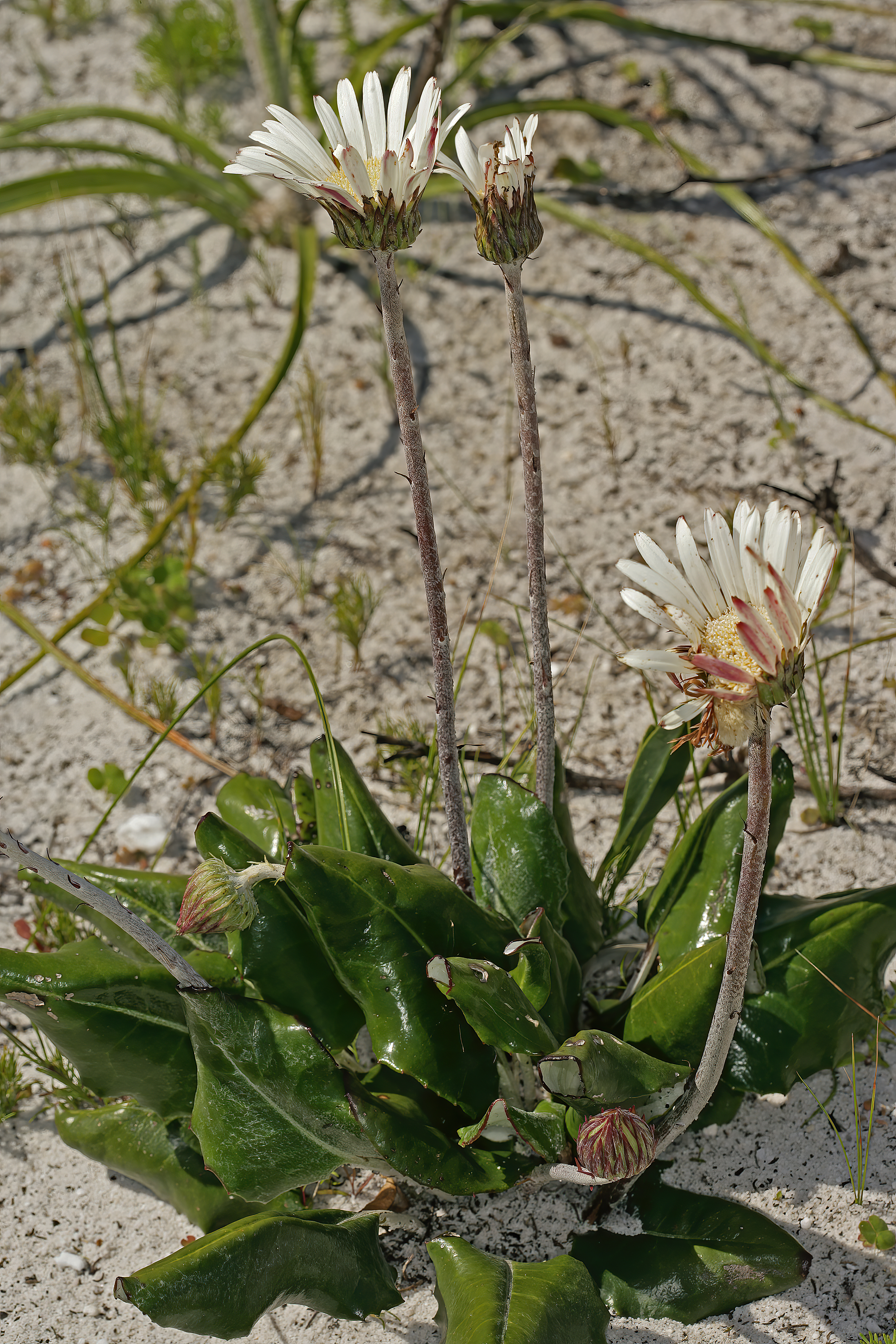
Gerbera wrightii